# National-Zeitung (Berlin)
Die National-Zeitung war eine Tageszeitung, die von 1948 bis 1990 in der Sowjetischen Besatzungszone Deutschlands bzw. in der DDR erschien. Sie war das Zentralorgan der National-Demokratischen Partei Deutschlands (NDPD).

## Geschichte
Die erste Ausgabe der National-Zeitung erschien am 22. März 1948 mit Lizenz der Sowjetischen Militäradministration in Deutschland (SMAD). Sie titelte mit dem Aufruf „Was wir wollen! Ein offenes Wort“. Der Leitartikel enthielt eine Mischung aus nationalem Gebaren und Verschwörungsglauben: Plutokraten und fremde Mächte wollten das besiegte Deutschland zerreißen und das deutsche Volk versklaven. Diesem Plan sagte die National-Zeitung als selbsternanntes Sprachrohr von „Abermillionen deutscher Volksgenossen“ den Kampf an.
Die Zeitung bereitete mit ihrer Berichterstattung intensiv die Gründung der NDPD am 25. Mai 1948 mit vor und wurde ab dem 12. September 1948 deren Zentralorgan. Die Gründung der National-Zeitung wie der NDPD war von der herrschenden SED inszeniert, um die beiden bürgerlichen Parteien CDU und LDP zu schwächen. Die Blockpartei NDPD verstand sich als Auffangbecken demokratisch und national gesinnter Bürger, besonders der ehemaligen Wehrmachtsoffiziere, Mitläufer der NSDAP und des Nationalsozialismus sowie der Vertreter des Mittelstandes (Handwerker, Gewerbetreibende, Angestellte).
Als weitere NDPD-nahe Zeitung kamen die Mitteldeutschen Neuesten Nachrichten ab dem 14. Juli 1952 mit einer Auflage von 18.500 Exemplaren in den Bezirken Halle, Leipzig und Magdeburg heraus; die Sächsischen Neuesten Nachrichten erschienen in den Bezirken Dresden und Karl-Marx-Stadt. Weitere Regionalzeitungen der Nationaldemokratischen Partei Deutschlands entstanden in der Folge mit den Thüringer, Brandenburgischen und Norddeutschen Neuesten Nachrichten, die zusammen eine Auflage von 103.000 Exemplaren erreichten.
Wie alle Zeitungen in der DDR war auch die National-Zeitung der Zensur der Staatsführung unterworfen. Die Berichterstattung glich bis in die späten 1980er Jahre der aller anderen Organe. Zu den regelmäßigen Pressezeichnern des Blatts gehörte Ingeborg Voss.
Im Zuge der politischen Wende erschien die National-Zeitung ab dem 1. Februar 1990 als Berliner Allgemeine. Ende Juni 1990 wurde sie – als erste der DDR-weit verbreiteten Tageszeitungen – eingestellt. Ihre Abonnentenkartei übernahm die frühere LDPD-Zeitung Der Morgen, die mittlerweile dem Axel-Springer-Verlag gehörte, aber im Mai 1991 ebenfalls eingestellt wurde.

## Chefredakteure
Chefredakteure der National-Zeitung:
| Zeitraum  | Name                          |
| --------- | ----------------------------- |
| 1948      | Hans Hartmann                 |
| 1948–1949 | Albrecht Albert               |
| 1949      | Max Schneider (kommissarisch) |
| 1949–1951 | Peter Berg                    |
| 1951–1952 | Georg André                   |
| 1952–1953 | Rudi Reinwarth                |
| 1953–1955 | Reinhold Hennig               |
| 1955–1961 | Gustav Siemon                 |
| 1961–1982 | Horst Kreter                  |
| 1982–1990 | Diethard Wend                 |
| 1990      | Klaus Baschleben              |